# 雙瘤真巨口魚
雙瘤真巨口魚（学名：Eustomias bituberatus）为輻鰭魚綱巨口鱼目巨口鱼科的其中一種。分布於中西大西洋區的加勒比海海域，為深海魚類，棲息深度可達500公尺，體長可達11.7公分。

## 扩展阅读
維基物種上的相關：雙瘤真巨口魚